# Chowley
Chowley – wieś w Anglii, w hrabstwie ceremonialnym Cheshire, w dystrykcie (unitary authority) Cheshire West and Chester. Leży 13 km na południowy wschód od miasta Chester i 253 km na północny zachód od Londynu. W 2001 miejscowość liczyła 23 mieszkańców.